# Forte de São Joaquim do Rio Negro
O Forte de São Joaquim do rio Negro localizava-se na margem direita da foz do rio Uaupés, afluente da margem direita do alto rio Negro, hoje cidade de São Joaquim, no estado brasileiro do Amazonas.

## História
Historiograficamente, o Forte de São Joaquim do rio Negro é mencionado apenas por BARRETTO (1958), que possivelmente o confunde com o Forte de São Joaquim do rio Branco, erigido posteriormente (1775-1776), no território do atual estado de Roraima, e com o Forte de São José de Marabitanas.
Segundo o autor, a determinação para construção do forte foi do governador da Capitania de São José do Rio Negro, Tenente-coronel Gabriel de Souza Filgueiras, ao ordenar, em 1763, a guarnição do rio Negro, da cachoeira de Cujubim (atual cidade de Cujubim, em Roraima) para cima. Sua planta (no formato de um polígono quadrangular?) apresentava quatro baterias (baluartes nos vértices?), sob a invocação de São Pedro, São Luís, São Simão e São Miguel (designação atribuída aos baluartes do Forte de Marabitanas), artilhadas com dezenove peças de ferro (mesmo número de peças computado para o Forte de Marabitanas), de diferentes calibres (op. cit., p. 51).